# Digitale purpurea
Digitale purpurea è una poesia di Giovanni Pascoli contenuta nei Primi poemetti. Racconta l'incontro tra due donne compagne di studi in convento che riferiscono la loro esperienza di vita. Il titolo della poesia deriva dal nome della pianta Digitalis purpurea.
Fu pubblicata la prima volta nella seconda edizione dell'opera su Il Marzocco nel 1898. (Anno III, n. 7, 20 marzo 1898)

Ritratto di Pascoli

## Testo
Siedono. L'una guarda l'altra. L'una

esile e bionda, semplice di vesti

e di sguardi; ma l'altra, esile e bruna,

l'altra… I due occhi semplici e modesti

fissano gli altri due ch'ardono. «E mai

non ci tornasti?» «Mai!» «Non le vedesti

più?» «Non più, cara.» «Io sì: ci ritornai;

e le rividi le mie bianche suore,

e li rivissi i dolci anni che sai;

quei piccoli anni così dolci al cuore…»

L'altra sorrise. «E di': non lo ricordi

quell'orto chiuso? i rovi con le more?

i ginepri tra cui zirlano i tordi?

i bussi amari? quel segreto canto

misterioso, con quel fiore, fior di…?»

«morte: sì, cara». «Ed era vero? Tanto

io ci credeva che non mai, Rachele,

sarei passata al triste fiore accanto.

Ché si diceva: il fiore ha come un miele

che inebria l'aria; un suo vapor che bagna

l'anima d'un oblìo dolce e crudele.

Oh! quel convento in mezzo alla montagna

cerulea!» Maria parla: una mano

posa su quella della sua compagna;

e l'una e l'altra guardano lontano.

II

Vedono. Sorge nell'azzurro intenso

del ciel di maggio il loro monastero,

pieno di litanie, pieno d'incenso.

Vedono; e si profuma il lor pensiero

d'odor di rose e di viole a ciocche,

di sentor d'innocenza e di mistero.

E negli orecchi ronzano, alle bocche

salgono melodie, dimenticate,

là, da tastiere appena appena tocche…

Oh! quale vi sorrise oggi, alle grate,

ospite caro? onde più rosse e liete

tornaste alle sonanti camerate

oggi: ed oggi, più alto, Ave, ripete,

Ave Maria, la vostra voce in coro;

e poi d'un tratto (perché mai?) piangete…

Piangono, un poco, nel tramonto d'oro,

senza perché. Quante fanciulle sono

nell'orto, bianco qua e là di loro!

Bianco e ciarliero. Ad or ad or, col suono

di vele al vento, vengono. Rimane

qualcuna, e legge in un suo libro buono.

In disparte da loro agili e sane,

una spiga di fiori, anzi di dita

spruzzolate di sangue, dita umane,

l'alito ignoto spande di sua vita.

III
«Maria!» «Rachele!» Un poco più le mani

si premono. In quell'ora hanno veduto

la fanciullezza, i cari anni lontani.

Memorie (l'una sa dell'altra al muto

premere) dolci, come è tristo e pio

il lontanar d'un ultimo saluto!

«Maria!» «Rachele!» Questa piange, «Addio!»

dice tra sé, poi volta la parola

grave a Maria, ma i neri occhi no: «Io,»

mormora, «sì: sentii quel fiore. Sola

ero con le cetonie verdi. Il vento

portava odor di rose e di viole a

ciocche. Nel cuore, il languido fermento

d'un sogno che notturno arse e che s'era

all'alba, nell'ignara anima, spento.

Maria, ricordo quella grave sera.

L'aria soffiava luce di baleni

silenzïosi. M'inoltrai leggiera,

cauta, su per i molli terrapieni

erbosi. I piedi mi tenea la folta

erba. Sorridi? E dirmi sentia: Vieni!

Vieni! E fu molta la dolcezza! molta!

tanta, che, vedi… (l'altra lo stupore

alza degli occhi, e vede ora, ed ascolta

con un suo lungo brivido…) si muore!»

## Trattazione
La storia prende spunto da un ricordo di Maria, sorella di Pascoli, che racconta di quando era in convento e le suore le avevano vietato di avvicinarsi a un fiore perché particolare. Da questo racconto Pascoli inventa una storia di una donna "Maria" bionda, personificazione della sorella, e di una seconda donna "Rachele", bruna di capelli. Queste si rincontrano dopo molti anni, uscite dal convento, e parlando dei ricordi in comune Rachele confessa a Maria di essersi avvicinata al fiore e di averlo odorato. Con questa immagine finale si conclude il componimento. Il fiore è interpretato come il più decadente della letteratura italiana. L'incipit è in medias res e sono presenti analessi.